# Mattias Tichy
Mattias Göran Tichy (Fristad, 12 de octubre de 1974) es un deportista sueco que compitió en remo.
Ganó una medalla de plata en el Campeonato Mundial de Remo de 1995, en la prueba de doble scull ligero. Participó en los Juegos Olímpicos de Atlanta 1996, ocupando el sexto lugar en la misma prueba.

## Palmarés internacional
| Campeonato Mundial | Campeonato Mundial  | Campeonato Mundial | Campeonato Mundial |
| Año                | Lugar               | Medalla            | Prueba             |
| ------------------ | ------------------- | ------------------ | ------------------ |
| 1995               | Tampere (Finlandia) | Medalla de plata   | Doble scull ligero |